# Vranov (Moravia meridionale)
Vranov o Vranov u Brna (in tedesco Wranau) è un comune della Repubblica Ceca facente parte del distretto di Brno-venkov, in Moravia Meridionale. La città si trova a dieci chilometri a nord di Brno ed a sette chilometri a sud di Blansko.

## Storia
La prima citazione storica dell'esistenza di Vranov è del 1365. A partire dal XVII secolo, nella città venne costruito un monastero dell'ordine dei paolini e durante il primo periodo barocco venne eretto il santuario di Santa Maria nascente.

## Le tombe dei principi del Liechtenstein
La città di Vranov è famosa soprattutto per ospitare ancora oggi una cripta coi corpi dei principi del Liechtenstein sino al XX secolo. Massimiliano del Liechtenstein e sua moglie, infatti, donarono nel 1633 alcune delle loro proprietà in loco all'ordine dei paolini, con l'intento di farvi costruire anche una cripta dove ospitare i corpi dei principi dopo la loro morte. La tradizione di seppellire qui i corpi dei principi rimase sino agli anni '50 del Novecento quando, dopo essere stati costretti a trasferirsi a Vaduz con l'intera corte a causa della guerra, i principi decisero di far costruire nei pressi della cattedrale di Vaduz la nuova cripta dei principi.
Dopo attenti restauri, il complesso di Vranov è stato riaperto il 4 novembre 2015 alla presenza del principe Giovanni Adamo II del Liechtenstein.
La cripta, suddivisa in due ali, accoglie i corpi dei seguenti sovrani e delle loro mogli e figli:
Vecchia cripta:
1. Anna Maria Šemberová von Boskovic und Černá Hora († 1625) -  (moglie di Carlo I)
2. Carlo I, principe del Liechtenstein (1569–1627)
3. Katharina Schembera von Czernahora von Boskowicz († 1637) -  (moglie del principe Massimiliano)
4. principe Massimiliano (1578–1643) -  (fratello di Carlo I)
5. principessa Anna Maria (1648–1648) -  (figlia di Carlo Eusebio)
6. principe Francesco Domenico (1652–1652) -  (figlio di Carlo Eusebio)
7. principe Carlo Giuseppe (1652–1652) -  (figlio di Carlo Eusebio)
8. principe Francesco Eusebio Venceslao (1655–1655) -  (figlio di Carlo Eusebio)
9. principessa Cecilia (1655–1655) -  (figlia di Carlo Eusebio)
10. Giovanna Beatrice di Dietrichstein-Nikolsburg († 1676) -  (moglie di Carlo Eusebio)
11. Carlo Eusebio, principe del Liechtenstein (1611–1684)
12. principe Francesco Antonio Domenico (1689–1711) -  (figlio di Giovanni Adamo Andrea)
13. Giovanni Adamo Andrea, principe del Liechtenstein (1657–1712)
14. Gabriella del Liechtenstein (1692–1713) -  (prima moglie di Giuseppe Giovanni Adamo)
15. Maria Anna von Thun-Hohenstein (1698–1716) -  (seconda moglie di Giuseppe Giovanni Adamo)
16. Antonio Floriano, principe del Liechtenstein (1656–1721)
17. Giuseppe Giovanni Adamo, principe del Liechtenstein (1690–1732)
18. Erdmuthe di Dietrichstein-Nikolsburg (1652–1737) -  (moglie di Giovanni Adamo Andrea)
19. Giovanni Nepomuceno Carlo, principe del Liechtenstein (1724 – 1748)
20. principe Emanuele (1700–1771) -  (padre di Francesco Giuseppe I)
21. Giuseppe Venceslao I, principe del Liechtenstein (1696 – 1772)
22. Francesco Giuseppe I, principe del Liechtenstein (1726 – 1781)
23. principe Filippo Giuseppe (1762–1802) -  (figlio di Giovanni I Giuseppe)
24. Aloisio I, principe del Liechtenstein (1759– 1805)
25. principessa Marie Clotilde  (1805–1807) -  (figlia di Francesco Giuseppe I)
26. principessa Maria Leopoldina (1793–1808) -  (figlia di Giovanni I Giuseppe)

Nuova cripta:
1. Giovanni I Giuseppe, principe del Liechtenstein (1760 – 1836)
2. Josefa zu Fürstenberg-Weitra (1776–1848) -  (moglie di Giovanni I Giuseppe)
3. principessa Josefine (1844–1854) -  (figlia del principe Francesco di Paola)
4. Aloisio II, principe del Liechtenstein (1796 – 1858)
5. principessa Francesca (1841–1858) -  (figlia di Aloisio II)
6. principessa Melania Sofia (1844–1858) -  (figlia del principe Edoardo Francesco Ludovico)
7. principe Edoardo Francesco Ludovico (1809–1864) -  (figlio di Giovanni Giuseppe I)
8. Honorata von Choloniewski  (1813–1869) -  (moglie del principe Edoardo Francesco Ludovico)
9. Franziska Kinsky von Wchinitz und Tettau (1813–1881) -  (moglie di Aloisio II)
10. principe Francesco di Paola (1802–1887) -  (figlio di Francesco Giuseppe I)
11. principessa Giulia (1813–1895)
12. principe Alfredo (1842–1907) -  (figlio del principe Francesco di Paola)
13. principessa Clara (1836–1909)
14. principe Enrico (1853–1914) -  (zio di Francesco Giuseppe II)
15. principe Enrico (1877–1915) -  (figlio di Giovanni I Giuseppe)
16. Giovanni II, principe del Liechtenstein (1840 – 1929)
17. principe Francesco (1868–1929) -  (nipote di Giovanni II)
18. Francesco I, principe del Liechtenstein (1853 – 1938)

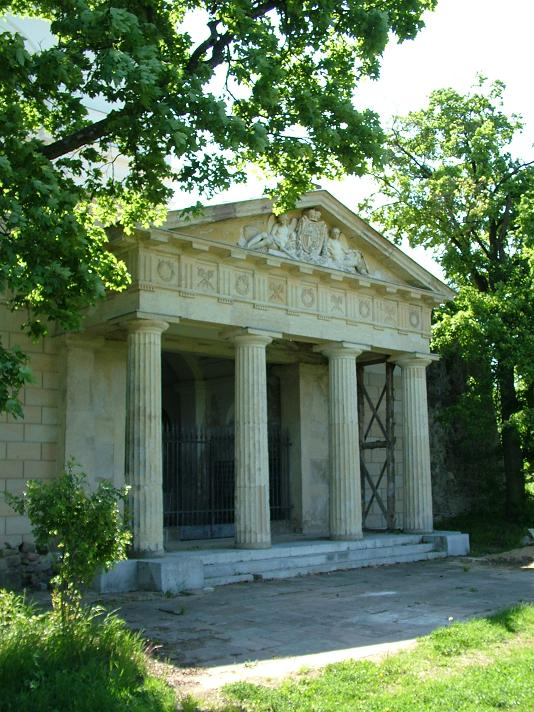
Liechtenstein-Gruft
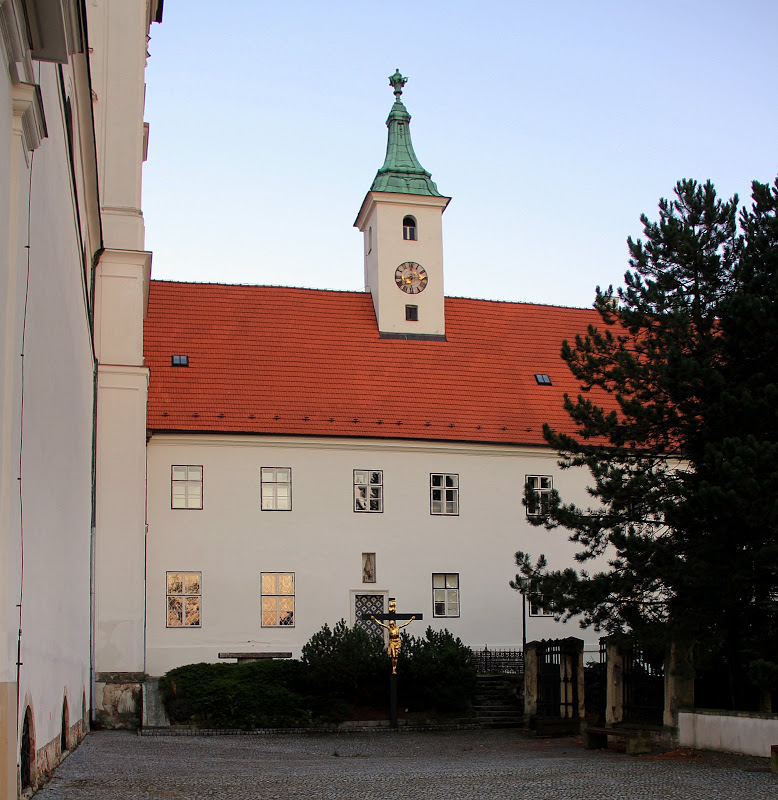
La Mariä-Geburt Kirche a Vranov u Brna
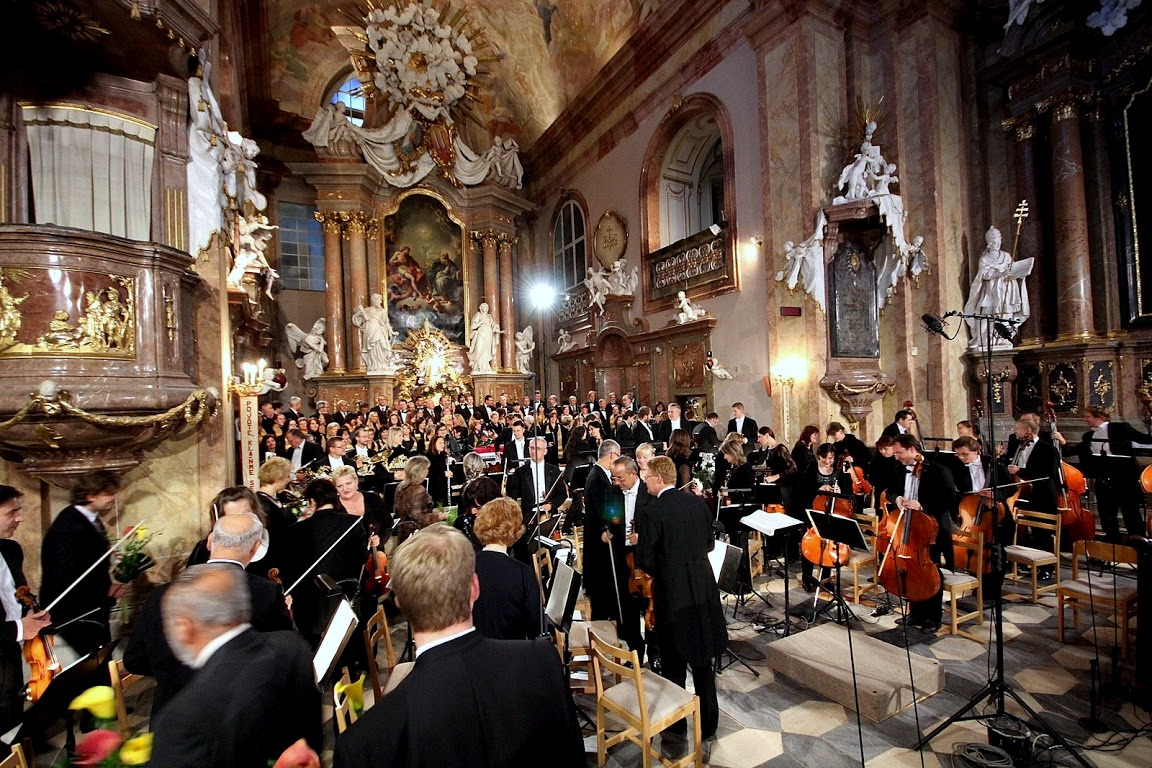
Mendelssohn Elias nella Mariä-Geburt Kirche, 7 ottobre 2012
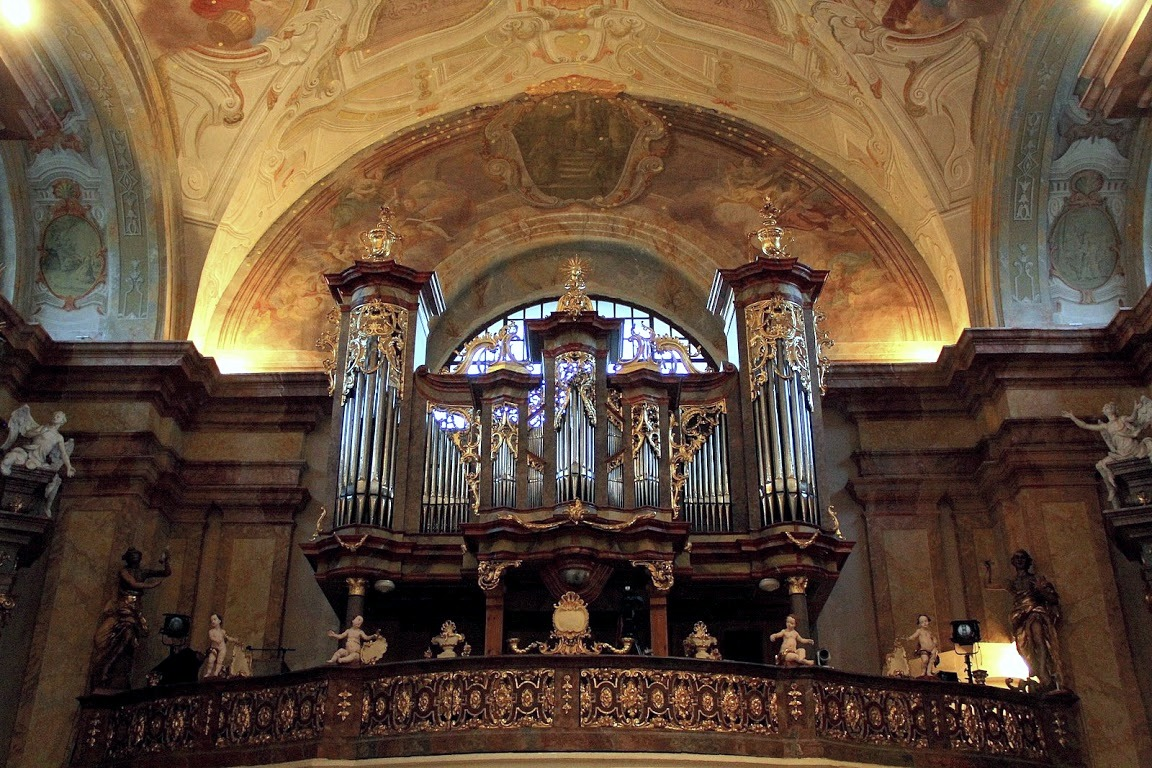
Mariä-Geburt Kirche - organo